# Halen
Halen (en limburguès Hôle) és un municipi belga de la província de Limburg a la regió de Flandes. Està compost per les seccions de Halen, Loksbergen i Zelem.

## Evolució demogràfica
- Fonts:INS, www.limburg.be i Vila de Halen
- 1866:Separació dels llogarets de Loksbergen, Blekkum, Hontsum, Kein Frankrijk i Rijnrode que formaren el nou municipi de Loksbergen
- 1965:Annexió de Loksbergen
- 1977: Annexió de Zelem

## Agermanaments
- Pasewalk